# Michael Graham
Michael Christopher Charles „Mikey“ Graham (* 15. srpna 1972 Raheny) je irský zpěvák, skladatel, herec a producent, známý jako člen chlapecké skupiny Boyzone. V roce 2010 byl účastníkem soutěže Dancing On Ice. Stejně jako Shane Lynch pracoval Graham jako mechanik, než se stal zpěvákem. Graham a Shane Lynch vedli v kapele časté spory. V kapele byl „tichým“ členem. Po rozpadu Boyzone v roce 2000 trpěl depresemi, ale postupem času se zotavoval. Během přestávky se věnoval herectví, jelikož jeho sólová kariéra nebyla úspěšná. Má dvě dcery, Hannah (* 30. dubna 1996) a Sienna (* 18. března 2006). V roce 2013 se objevil v Celebrity Apprentice Ireland.